# El Molinar d'Alcoi
|  | Aquest article tracta sobre un paratge d'Alcoi. Vegeu-ne altres significats a «Molinar». |

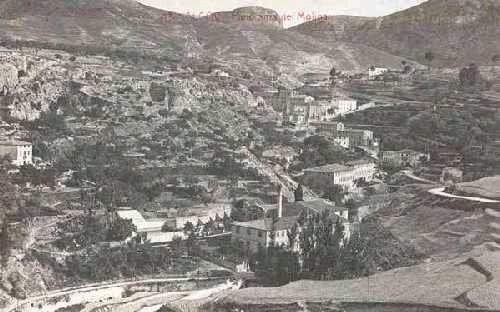
Vista de les fàbriques del Molinar a principis del

El Molinar és un paratge d'Alcoi situat a uns dos quilòmetres al sud de la ciutat i a una altitud màxima de 570 metres sobre el nivell del mar. S'accedix al brollador i a la capçalera del barranc (primeres fàbriques) des de la carretera N-340, a l'altura de la Venda Saltera.
La zona alta mitjana del conjunt fabril té comunicació amb el nucli urbà per una carretera que confluïx als carrers Carretera del Molinar, de Sant Vicent i de Sant Nicolau.
Aquest conjunt històric està declarat com a Bé d'Interés Cultural.

## Dades historicoartístiques

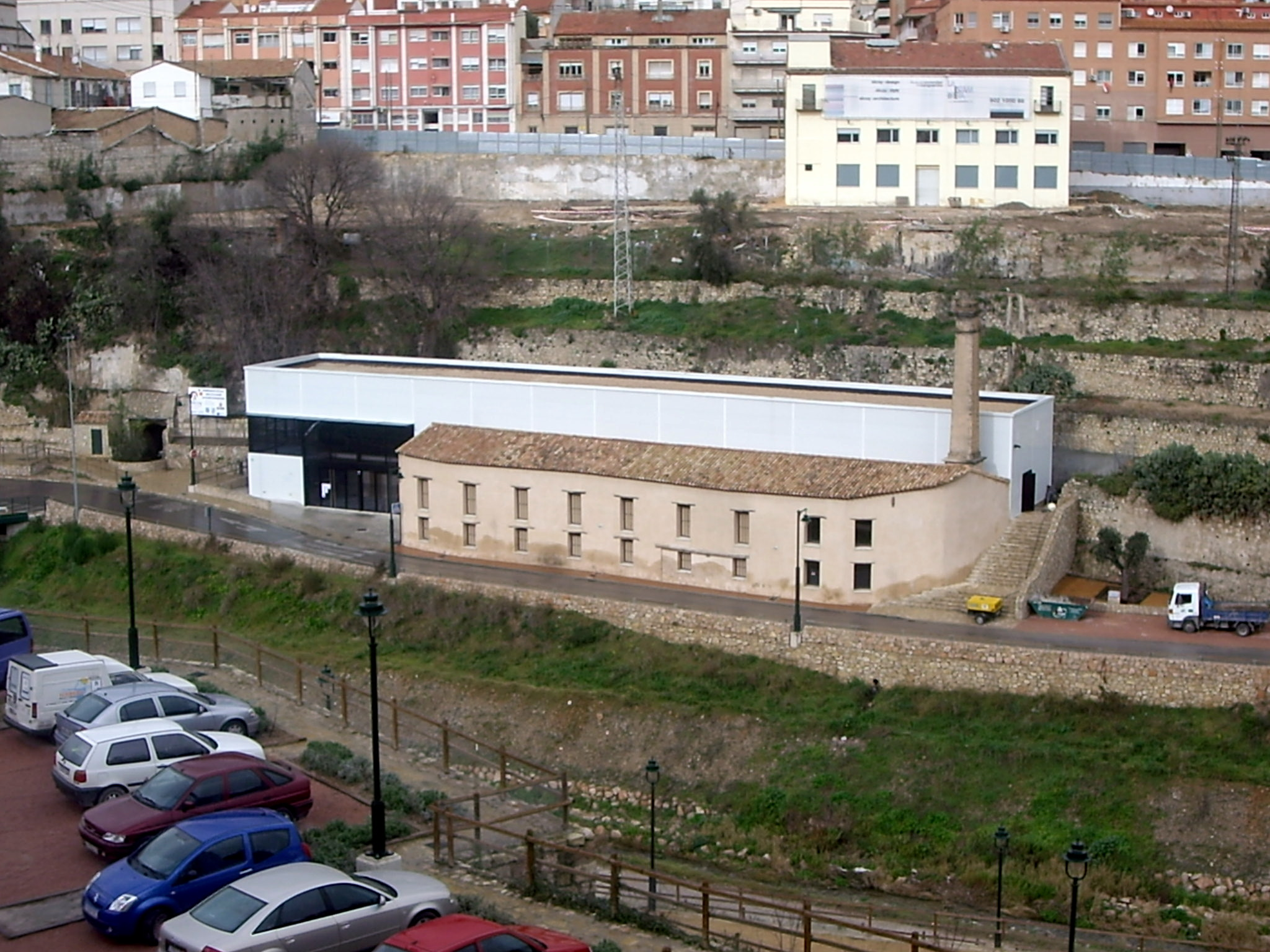
Centre d'interpretació turística d'Alcoi "Explora". Els Tints (Alcoi). Fàbrica Espí Hermanos.

El topònim Molinar, o Riu dels Molins, indica l'existència d'antics molins fariners i batans, l'origen del qual cal situar-lo en el segle xv. El cabal permanent i l'existència de forts desnivells van afavorir l'establiment d'indústries. L'aigua, com a font d'energia, condiciona l'emplaçament de la fàbrica en el territori. L'energia hidràulica requerix una utilització de l'aigua racional i col·lectiva per mitjà d'una infraestructura compartida (séquies i canals).
La ciutat d'Alcoi oferix un dels casos paradigmàtics del procés d'industrialització valencià, els inicis del qual es remunten a la segona dècada delsegle xix, si bé la rellevància i precocitat de les activitats preindustrials –realitzades en batans de draps– es documenten de forma continuada des del segle xv.
Com a testimoni de la industrialització alcoiana, la ciutat compta amb exemples notables d'edificacions fabrils, des dels primitius molins paperers i batans localitzats a la vora dels rius Molinar i Barxell, fins a grans fàbriques de manufactura combinada que es comencen a edificar en les primeres dècades del segle xx, i en les que es realitzava la totalitat del procés tèxtil.

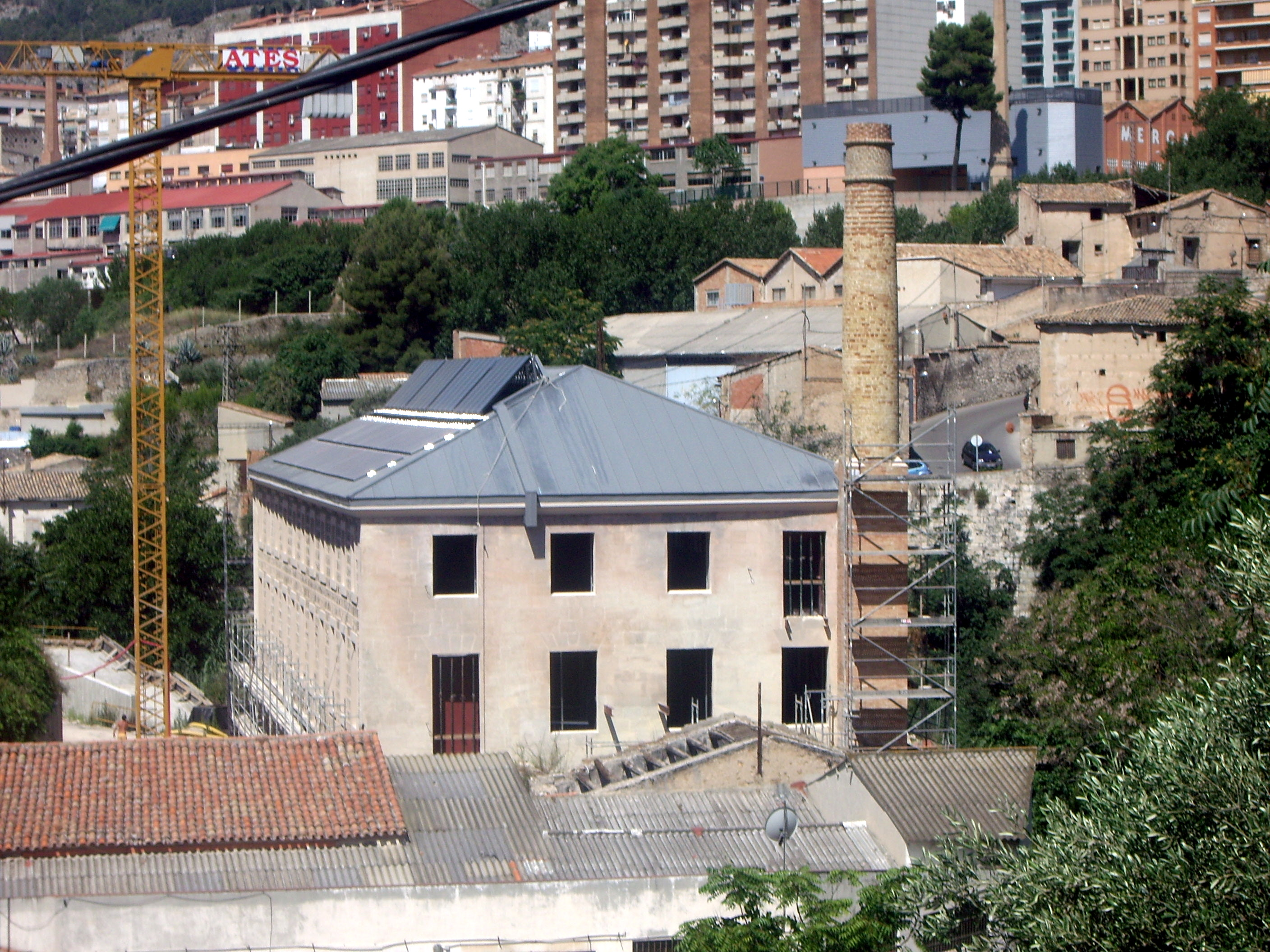
La cotonera de Barceló, Raduán i Gavarró, coneguda popularment com "La fàbrica dels tacos". Al curs baix del riu Riquer.

La localització de les antigues edificacions industrials va estar afavorida i condicionada per l'existència de petits cursos d'aigua que creuen el terme d'Alcoi, sent el riu Barxell o Riquer el punt triat per a l'establiment de molins paperers, en el seu curs alt, i tints per a llanes, en el seu curs baix, localitzats ja prop de la seua unió amb el riu Molinar, escenari que des d'antany va observar una extraordinària activitat manufacturera en els processos tèxtils i paperers.
La majoria dels edificis fabrils que s'han conservat fins als nostres dies mostren uns patrons constructius de característiques semblants. Es pot parlar d'una tipologia: voltes en la planta baixa o semi soterrani, pilars de carreus o rajoles en la planta primera, i planta superior diàfana que deixa veure les cintres articulades que sustenten la coberta.
Les ximeneres s'incorporen als edificis gradualment, a partir de l'últim terç del segle xix. La primera caldera i ximenera es va instal·lar l'any 1832 en un dels edificis industrials de les Cinc Moles o La Riba, localitzat en el curs mitjà del Molinar. Junt amb l'ús de l'energia hidràulica, se van anar incorporant altres fonts d'energia: els motors de vapor i els de gas pobre, turbines hidràuliques i, a partir dels inicis del segle xx, s'incorpora l'energia elèctrica. Tanmateix, algunes rodes hidràuliques no van deixar d'utilitzar-se inclús en els anys '60.
L'any 1960 existien 56 concessions d'aigua en els 20 edificis del Molinar. És també a partir dels anys '60 quan ja no és rendible la ubicació de moltes d'aquestes fàbriques, per les dificultats dels accessos i comunicacions. Comencen a sorgir nous assentaments industrials, millor ubicats i pròxims a la població, o en el seu interior i junt a les vies de comunicació, que ja no requereixen l'energia hidràulica.
En l'actualitat perdura tota l'estructura que conformava este enclavament industrial que es va adaptar amb gran habilitat a l'orografia permetent la utilització de l'energia hidràulica d'una forma racional.

## Immobles històrics del conjunt

### Font del Molinar
Es localitza a l'inici del barranc de la Batalla. El seu autor va ser Josep Abat i Carbonell.
Es tracta d'un edifici que consta d'una cúpula i un llanternó adornat amb franges de vius colors en què predominen l'ocre i el blau amb la tècnica del trencadís. El llanternó es tanca amb una volta i a més es troben finestres formant arcs de mig punt.
Rodeja l'edifici una tàpia octogonal que consta d'una porta per a accedir a l'interior del brollador. Aquesta porta és de mig punt. La pedra de la tàpia apareix formant cadiratge.
Els antecedents de l'edifici, que es va construir en 1912, es remunten a 1540, aquest any es van canalitzar les aigües del riu Molinar per obra de Melcior Llopis i posteriorment, en 1780, es va realitzar una altra prop que també era octogonal.

### Xarxa hidràulica
Les aigües del riu Molinar sorgixen a la superfície a través d'un llit de graves, amb un cabal aproximat de 300 litres/segon. La formació geològica configura en aquest punt una falla farcida d'argila, a manera de dic, que constituïx el nivell freàtic que dona origen a la sorgiment, captant aigües subterrànies de la conca alta.
La font del Molinar ha abastit d'aigua a la població d'Alcoi des de l'any 1421. La primera conducció es realitzava per mitjà d'una séquia descoberta, i en 1848 es va edificar un partidor d'aigües per a la distribució del cabal. L'aigua destinada a la indústria (6/9 parts) circulava per un canal inicialment a cel obert, posteriorment subterrani, sent utilitzada per a moure les rodes hidràuliques dels artefactes. Una de les obres de major presència en aquest primer tram del riu Molinar és un imponent mur de carreu de 20 metres d'altura, que va ser realitzat per a consolidar les vessants on s'assenten els edificis que ocupen encara l'àrea de l'antic Molí del Ferro.
Des d'aquest punt, l'aigua era conduïda per mitjà d'una séquia o canal successivament a les rodes dels molins que es troben en aquest marge esquerre.
Cal entendre com a part d'aquesta xarxa les restes físiques i traces de les conduccions d'alimentació i evacuació vinculats al sistema fabril en el seu conjunt.

### Molí Nou del Ferro
Es localitza en el marge esquerre del riu Molinar i va ser construït a finals del segle xviii.
Es tracta d'un conjunt de dos naus amb planta baixa i tres pisos d'altura, amb 5 i 9 vans en els pisos superiors. Està tot ell construït amb carreus i maçoneria, amb reforços en els cantons. Té habitatge i horta sobre el marge del riu Molinar. La seua estructura interior era totalment de fusta amb una ximenera adossada a la cara oest, de fust quadrangular, rematada per doble capitell, molt afectat per un incendi de fa poc.
L'energia utilitzada era la hidràulica, era la primera fàbrica que rebia l'aigua del Molinar.

### Molí del Ferro
Es localitza al marge esquerre del riu Molinar i va ser construït en 1779.
Es tracta d'un molí paperer edificat sobre les restes d'un altre més antic, també del mateix nom. Amb les transformacions va passar de tindre 3 a 4 piles. Com era habitual en les fàbriques del Molinar, se simultaniejava la fabricació de paper amb la tèxtil.

### Els Solers
Es localitza en el marge esquerre del riu Molinar i va ser construït a principis del segle xix.
Consta de 3 naus d'amplitud i 7 de profunditat en el pis semi soterrat i 10 en el principal i el segon, les quatre últimes naus d'aquesta segona planta tenen un pis més amb coberta ordinària i les sis restants amb tota l'amplitud de l'edifici amb galeries subterrànies de ferro i fusta.
Forma part del conjunt denominat fàbriques de la primera aigua. En un principi es va destinar a la fabricació de paper, transformant-se més tard en una fàbrica de filar i cardar llanes.

### Molí de Tort / Molí de la Figuera
Es localitza en el marge esquerre del riu Molinar i es té notícies que abans de 1842 funcionava com a batan.
Està annex a l'edifici del Molí de la Figuera, amb el que compartix el sistema d'alimentació, partició i regulació del cabal de les aigües i al que està unit per un llenç de paret per la cara est. Consta de semi soterrani voltat i tres pisos, ocupant l'edifici i els annexos 1.600 metres quadrats de superfície. La ximenera adossada a la cara sud és de forma quadrangular, rematada per un capitell i construïda amb rajola.

### Batà de Silvestre
Es localitza en el marge esquerre del riu Molinar i va ser construït en el segle xix.
De planta rectangular de dos crugies amb tancaments i fàbrica de carreu de pedra tosca. Consta de planta baixa i dos altures. Forma unitat amb el Molí de Tort, amb el que compartix el sistema d'alimentació, partició i regulació del cabal de les aigües, emprant la mateixa roda hidràulica que movia els arbres de transmissió.

### Batà de Pastor
Es localitza en el marge esquerre del riu Molinar i va ser construït en el segle xix.
Són les restes d'un edifici destinat a la indústria tèxtil, que en l'actualitat testimonia i dimensiona l'antic assentament.

### Borrera de Sanus
Es localitza en el marge esquerre del riu Molinar i va ser construït en el segle xix.
Són les restes d'un edifici que tenia planta octogonal i forma basilical amb tres naus laterals i sis longitudinals. La primera planta era en semi soterrani amb voltes d'arestes menys l'última crugia. La ximenera s'adossa al mur longitudinal, vinculant-se la seua silueta a l'edifici com a forma representativa d'aquest.

### Màquina de Graus
Es localitza en el marge esquerre del riu Molinar i va ser construït en el segle xix.
Són les restes d'una edificació d'activitat tèxtil, que en l'actualitat testimonia i dimensiona l'antic assentament.

### Ermita de la Mare de Déu del Pilar
Es localitza en el marge esquerre del riu Molinar i va ser construïda en 1840.
La primitiva ermita, construïda en 1769 pels fabricants de paper i batans del riu Molinar, es localitzava en el marge dret, enfront de l'actual ermita. En la majoria dels edificis industrials de la conca del Molinar es té documentada l'existència d'una imatge de la Mare de Déu del Pilar, reproduïda sobre taulellets i generalment entronitzada en una fornícula, que se situa sobre la porta principal de la fàbrica.
L'edifici consta d'una nau de planta rectangular, coberta de teula a dos aigües i amb una espadanya en la part posterior; façana principal amb pilastres i motlures (d'algeps) d'estil neoclàssic i una petita fornícula en la zona central superior. En l'interior s'identifiquen restes de la decoració pintada d'un dosser que emmarca la fornícula per a entronitzar una imatge de la Mare de Déu del Pilar, que se situaria sobre l'altar. S'advertixen les restes d'un petit púlpit. Segons Remigio Vicedo Sanfelipe res té de notable ni en l'interior ni en l'exterior.

### Fàbrica El Xurro
Es localitza en el marge esquerre del riu Molinar i va ser construït a finals segle xix.
L'edifici arranca del llit del riu, que definix i limita la façana de tres ordenes verticals de vans. El primer format per vans de mig punt que coincidixen amb les voltes del soterrani. El segon intercala un buit en cada va i el tercer s'identifica amb les terrasses de la zona. A causa de la seua particular ubicació, la seua planta està adaptada al terreny, resultant un edifici de tipologia indeterminada que seguix la corba descrita pel riu.

### Borrera d'Espí
És al marge esquerre del riu Molinar i va ser construïda en data anterior a 1776. Es tracta d'un edifici de planta lineal de tres crugies amb dos nivells, el primer sobre voltes d'aresta i la coberta a dos aigües, amb una àrea de coberta de 342 metres quadrats. Construïda amb pedra de carreu, en la façana sud s'afig un porxe amb pilars de rajola.